# Маргарет Рі Седдон
Маргарет Рей Седдон (англ.  Margaret Rhea Seddon; нар. 8 листопада 1947) — астронавт НАСА. Зробила три космічних польоти на шатлах як спеціаліст польоту на STS-51D (1985, «Діскавері»), на STS-40 (1991, «Колумбія») і на STS-58 (1993, «Колумбія»), лікар.

## Біографія

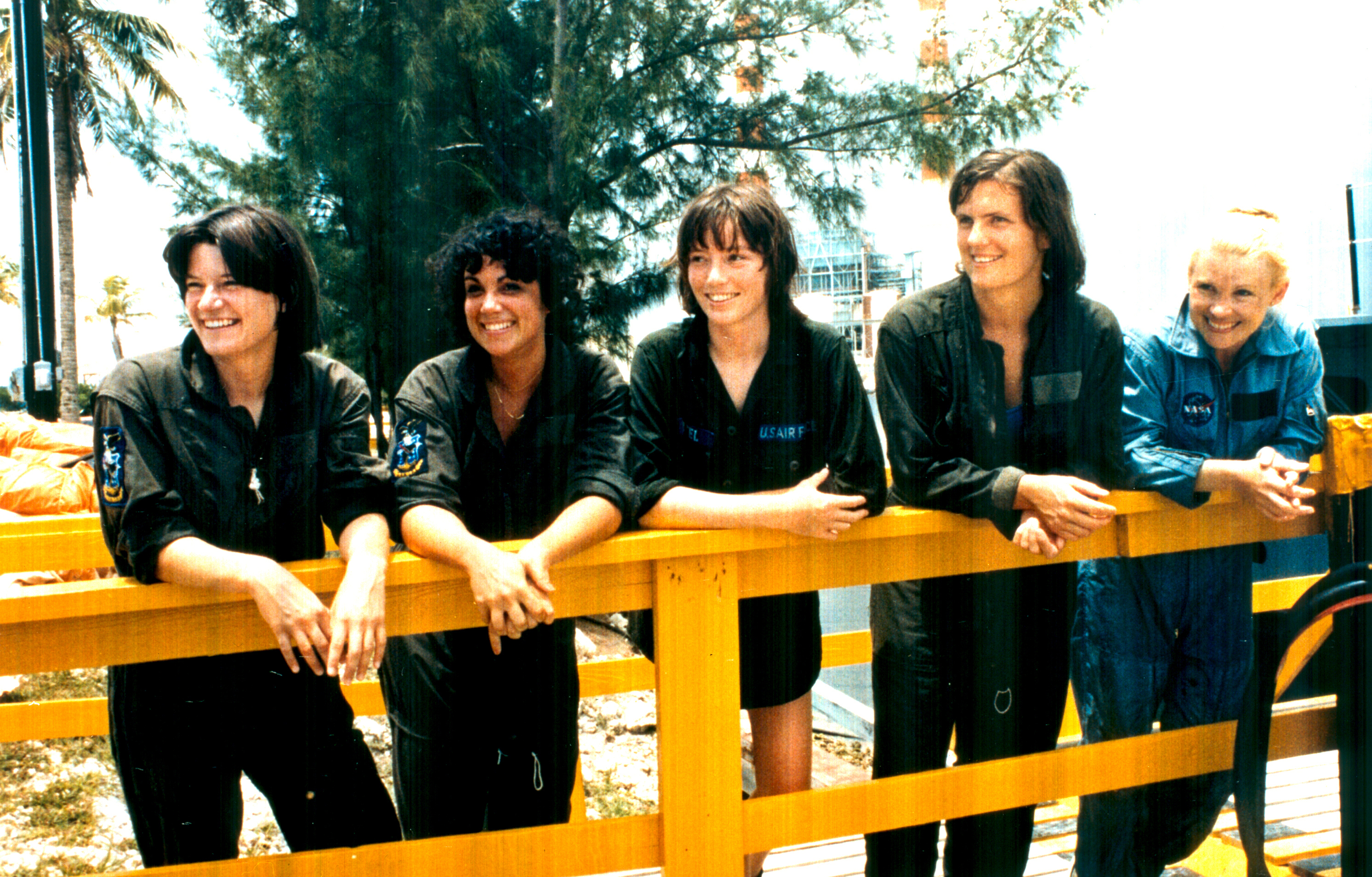
Перший жіночий набір (Седдон — перша справа, 1978).

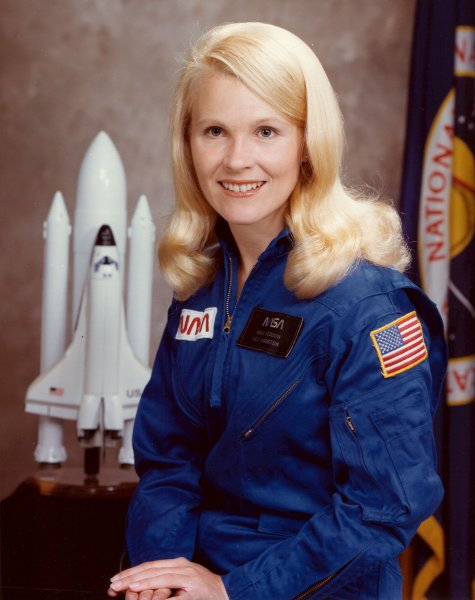
Маргарет Седдон у 1978 році.

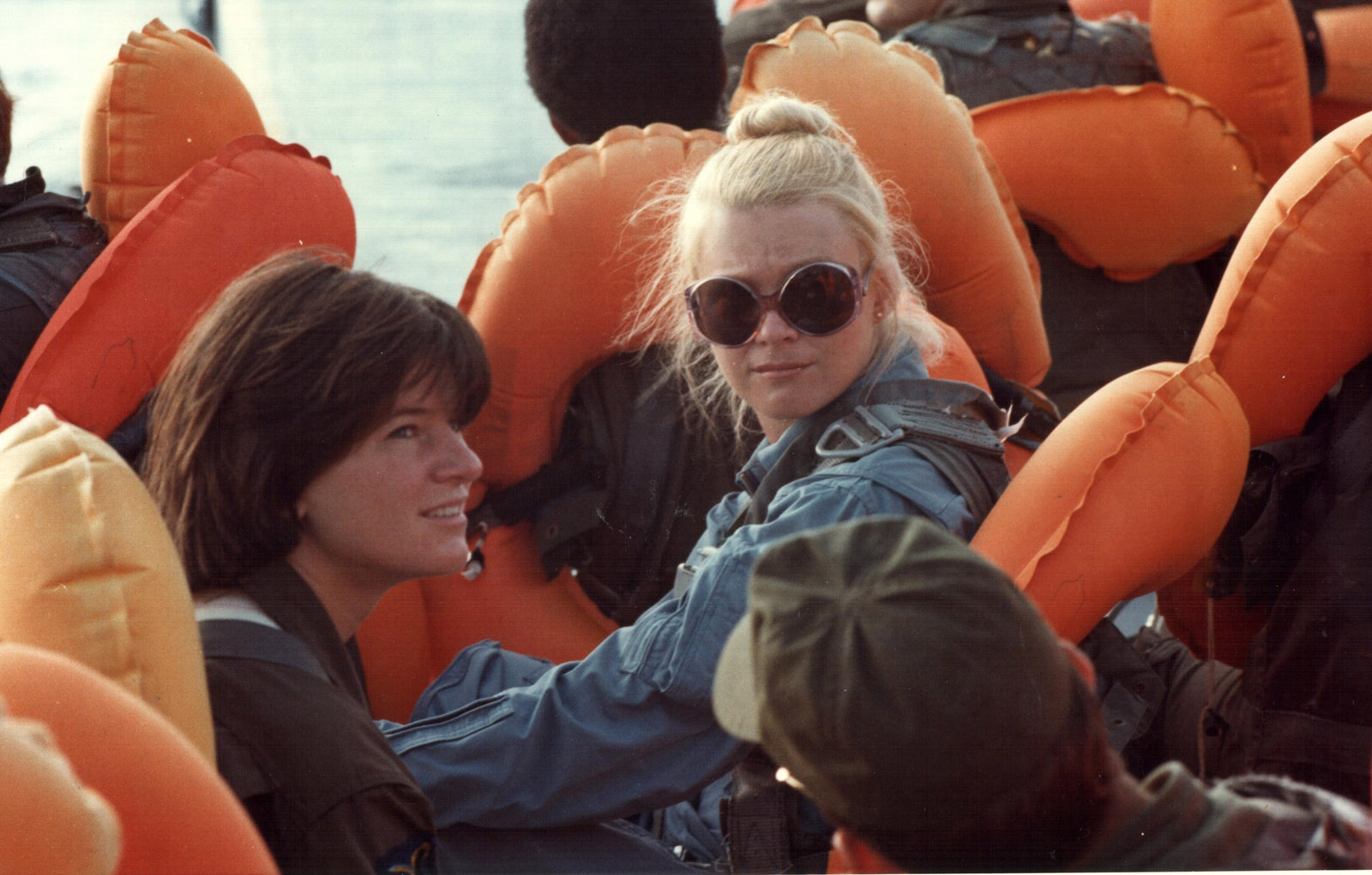
Саллі Райд і Маргарет Седдон у 1978 році.

Народилася 8 листопада 1947 року в місті Мерфрісборо, штат Теннессі, де у 1965 році закінчила середню школу. У 1970 році закінчила Університет Каліфорнії в Берклі і здобула ступінь бакалавра гуманітарних наук з фізіології. У 1973 році в медичному коледжі Університету Теннессі здобула ступінь доктора медицини.

## До польотів
Після завершення інтернатури працювала лікарем відділення невідкладної допомоги в різних госпіталях Міссісіпі і Теннессі. Проводила медичні дослідження з променевої терапії хворих на рак. Протягом трьох років працювала в ординатурі загальної хірургії в Мемфісі, вивчала вплив на ефективність лікування структури харчування хворих перед операцією.

## Космічна підготовка
16 січня 1978 року зарахована в загін астронавтів НАСА під час 8-го набору. Пройшла Курс Загальнокосмічної підготовки і у серпні 1979 року була зарахована до Відділу астронавтів як спеціаліст польоту. Працювала на різних посадах, була хірургом групи порятунку, входила в екіпаж підтримки STS-6, була членом консультативної ради НАСА з аерокосмічної медицини, працювала помічником директора відділу операцій льотних екіпажів з питань корисного навантаження під час польотів за програмою Спейс Шаттл/Мир, була оператором зв'язку з екіпажем.

## Космічний політ
- Перший політ — STS-51D[6], шаттл «Діскавері». З 12 по 19 квітня 1985 року як спеціаліст польоту. Тривалість польоту склала 6 діб 23 години 56 хвилин[7].
- Другий політ — STS-40[8], шаттл «Колумбія». C 5 по 14 червня 1991 року як спеціаліст польоту. Тривалість польоту склала 9 діб 2 години 15 хвилин[9].
- Третій політ — STS-58[10], шаттл «Колумбія». З 18 жовтня по 1 листопада 1993 року як спеціаліст польоту. Тривалість польоту склала 14 діб 0 годин 14 хвилин[11].

Загальна тривалість польотів у космос — 30 діб 2 години 25 хвилин.

## Після польотів
У вересні 1996 року була відряджена НАСА на медичний факультет Університету Вандербільта в Нашвіллі (штат Теннессі). Брала участь у підготовці серцево-судинних експериментів, які проводилися під час польоту за програмою Neurolab в 1998 році. Після відходу з НАСА працювала головним лікарем у медичному Центрі Вандербільта в Нашвіллі.

## Нагороди та премії
Нагороди: Медаль «За космічний політ» (1985, 1991 і 1993).

## Родина
Чоловік — Роберт Лі Гібсон, астронавт НАСА. У подружжя четверо дітей. Захоплення: садівництво, біг, теніс, плавання під вітрилом та читання.

## См. також
- Список космонавтів і астронавтів (і кандидатів).
- Хронологія пілотованих космічних польотів.